# Mariakerke (Gent)

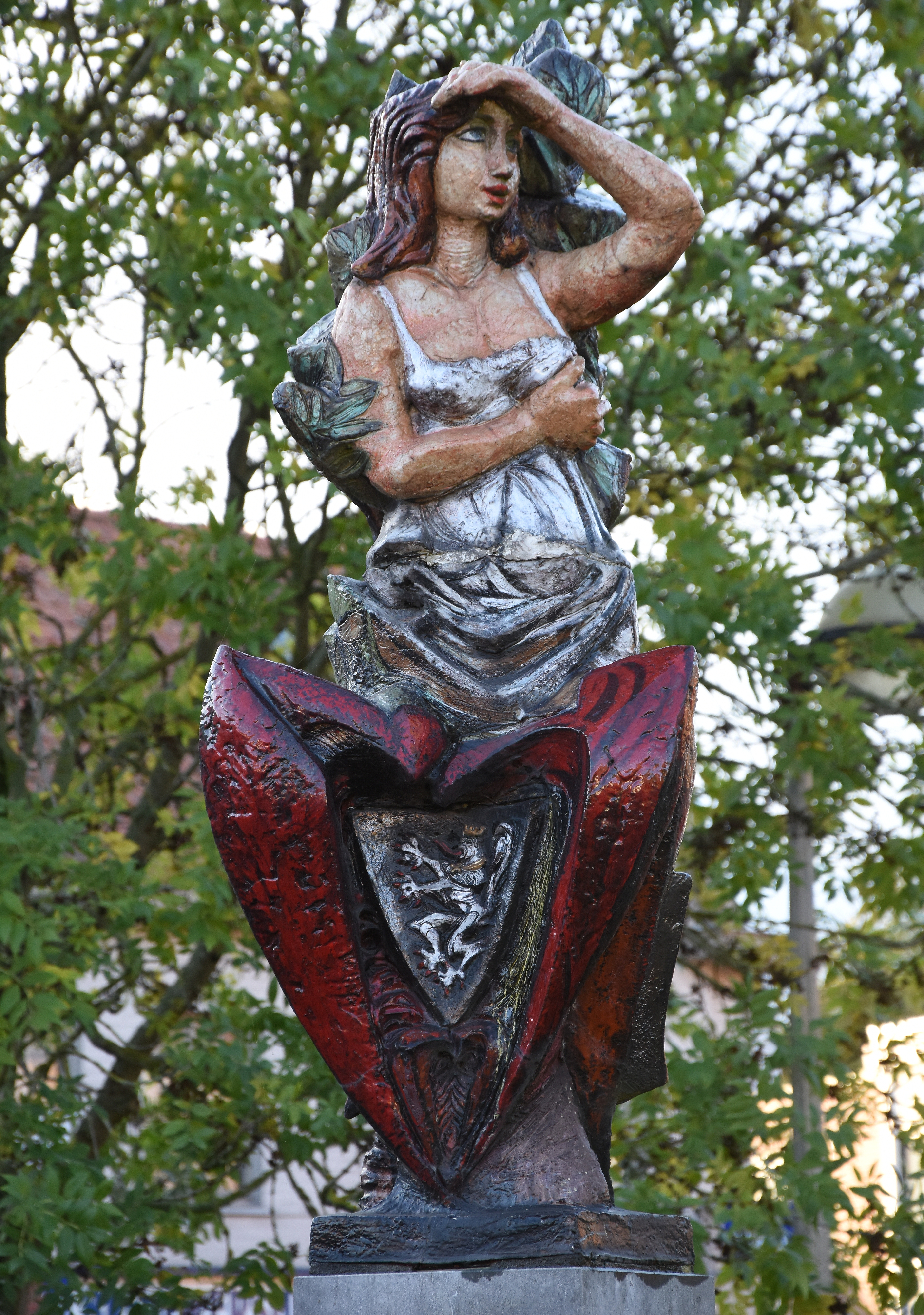
Zomerlief op het Claeysplein te Mariakerke

Mariakerke is een deelgemeente van de Belgische stad Gent, de hoofdstad van de provincie Oost-Vlaanderen, het was een zelfstandige gemeente tot aan de gemeentelijke herindeling van 1977.

## Geschiedenis

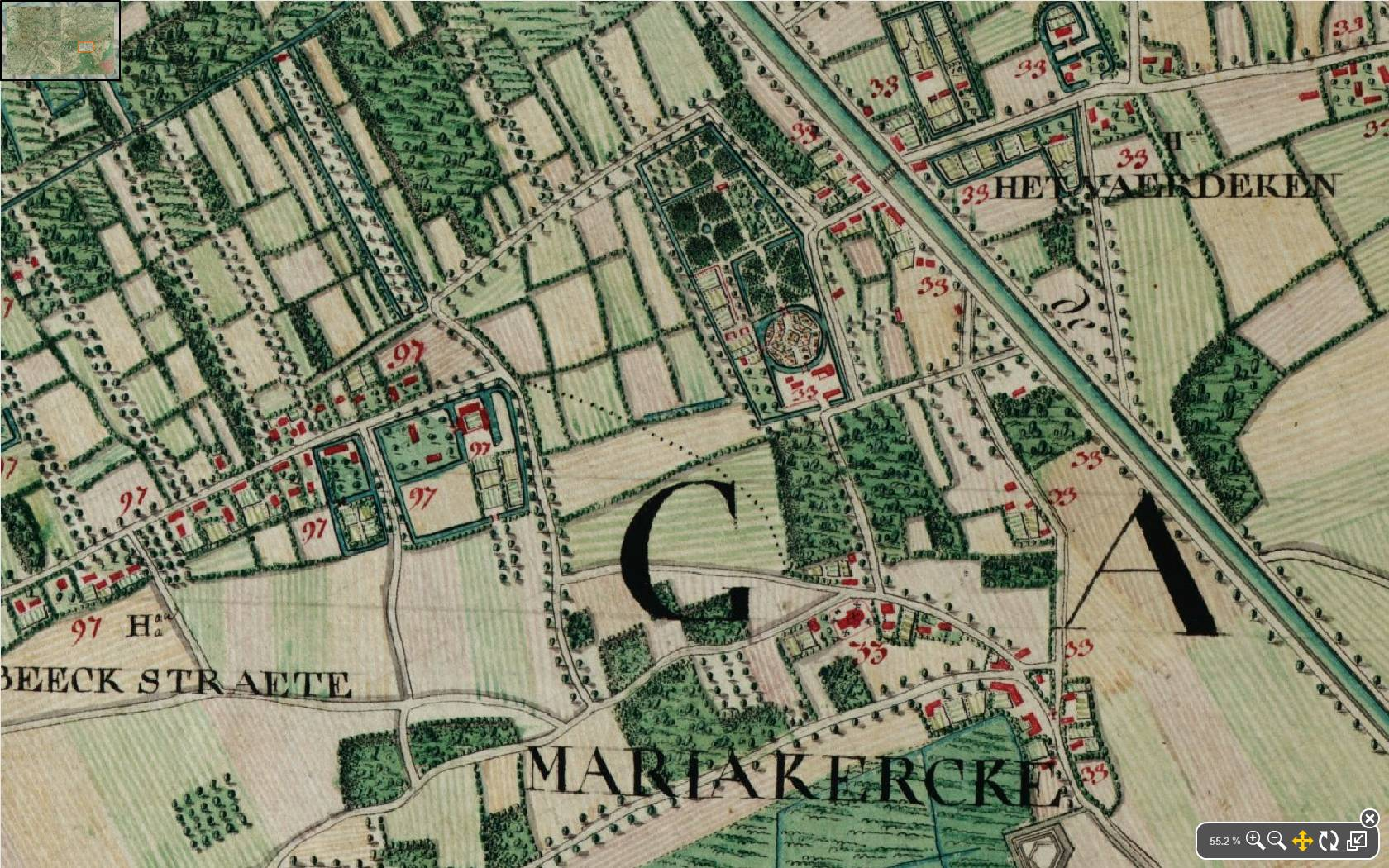
Mariakerke op de Ferrariskaart

Het is een oud dorp dat vroeger voor bijna 70 percent moeras was, op de rest van het land stonden stukken grond met landgoederen erop zoals nu het huidige Claeys-Bouüaert en het Sint-Paulusseminarie, het stond met één enkele weg in verbinding met Gent. Die weg is nu uitgegroeid tot de Brugsesteenweg.
Mariakerke werd in 1793 een zelfstandige gemeente en heeft toen zijn definitieve naam gekregen. Daarvoor was er sprake in 16de-eeuwse geschriften van Merekercke, Meirekercke en Mariakercke, wat erop wijst dat Mariakerke gebouwd is rond een kerk gelegen in een vochtig, laaggelegen land (zogenaamd een mere/marsch). In de vijftiende eeuw vermeldde Filips de Goede in een charter de naam Meeriskercke.
Mariakerke wordt reeds van in de zeventiende eeuw in tweeën gesneden door de Brugse Vaart. De twee helften werden verbonden door Mariakerkebrug, een brug die meerdere malen werd opgeblazen in het verleden tijdens diverse oorlogen. De huidige brug dateert van 1964. De twee helften, Mariakerke-Centrum en Mariakerke-Oost hebben door de eeuwen splitsing een eigen cultuur ontwikkeld. Mariakerke behoort ook kerkelijk tot twee parochies, oorspronkelijk Onze-Lieve-Vrouw (Mariakerke-centrum, nu deel van parochie Gent-West) en Heilig Hart (Mariakerke-Kolegem, nu deel van parochie Gent-Noord).
In de achttiende eeuw werd de verbindingsweg met Eeklo aangelegd door keizerin Maria Theresia van Oostenrijk. Dit is nu de N9 geworden.
In het tweede deel van de negentiende eeuw trokken veel inwoners naar de fabrieken in Gent. De fabriekseigenaars en rijke stedelingen bouwden er op het einde van de negentiende eeuw kastelen als buitenverblijven. De meeste van deze kastelen zijn bewaard gebleven en maken van Mariakerke een echt kastelendorp (net zoals Vinderhoute en Lovendegem). Elk van deze kastelen had ook een groot aangesloten domein, waarvan er vele grotendeels bewaard zijn gebleven. Hierdoor blijft Mariakerke tot op vandaag nog steeds een uitgesproken groen dorp.
Na de Tweede Wereldoorlog komt door de expansie van Gent een massale invloed van duizenden stadsbewoners.
In 1976 komt er de fusie met Gent. Sindsdien is Mariakerke deelgemeente van Gent.

## Geografie
Mariakerke ligt aan de rand van het Meetjesland en wordt begrensd door Wondelgem in het noordoosten, Gent in het zuidoosten, Drongen in het zuidwesten, Lovendegem in het noordwesten en Evergem in het noorden. Het wordt in tweeën gesneden door de Brugse Vaart, de delen ervan heten Mariakerke-Centrum en Mariakerke-Kolegem.

## Demografische ontwikkeling
- Bronnen:NIS, Opm:1831 tot en met 1970=volkstellingen; 1976 = inwoneraantal op 31 december

## Bezienswaardigheden
- De Onze-Lieve-Vrouw Geboortekerk
- De Heilig Hartkerk
- Herberg Den Groenen Staek
- De pastorie
- De neogotische bisschoppengalerij aan het kerkhof van Mariakerke

### Monumentale landhuizen
In Mariakerke zijn verschillende monumentale landhuizen gelegen:
- Kasteel Claeys-Bouüaert
- La Maison Blanche
- Kasteel Kervyn d'Oudt Mooreghem
- Kasteel Les Fougères of Les Cygnes
- Kasteel Herry
- Kasteel van Tieghem de ten Berghe (het vroegere gemeentehuis van Mariakerke, van voor de fusie met Gent in 1977)
- Kasteel ter Vaert van de familie Willemot (voorheen Villa Les Roses van de familie Libbrecht)
- Kasteel van het Zandeken gekend als het kasteel van Fobe "Les Bourgoiën" en kasteel van de Hemptinne "Belle-Vue"

## Natuur en landschap
Mariakerke behoort tot de Gentse agglomeratie en is aan de stad vastgebouwd. Er zijn diverse (kunstmatige) waterlopen, namelijk het Kanaal Gent-Brugge of Brugsevaart, dat de deelgemeente in tweeën deelt. Verder is er de Ringvaart aan de west- en noordrand.
Een natuurgebied is Bourgoyen-Ossemeersen

## Groen in en om Mariakerke
Mariakerke en zeker Mariakerke-Oost is lang een landelijk, moerassig gebied gebleven rond de rivier Durme (later Kale genoemd) en het kanaal de Lieve. Het groene karakter van Mariakerke wordt niet alleen bepaald door de vele kasteelsites met bijbehorende parken, maar ook door het natuurreservaat Bourgoyen-Ossemeersen.
Zoals zovele dorpen en steden is ook Mariakerke de laatste decennia onder druk komen te staan van een aantal grote verkeersassen. Reeds lang wordt Mariakerke in tweeën gesneden door de N9, maar sinds de laatste decennia ook door de R4 (ring rond Gent) die in het noorden en het westen Mariakerke eigenlijk begrenst.
Een groen plekje in Mariakerke is het hamburgerbosje. Dit is gelegen aan de N9 en is een onderdeel van het park aan het Van Tieghemkasteel (nu Roelandpark geheten). Dit park werd doormidden gesneden door de brug van Mariakerke. Het kleinste deel ten noordwesten, is ongeveer één hectare groot en is sinds de jaren 1990 een aantal malen in het nieuws geweest. In het begin van de jaren 90 waren er plannen van de toenmalige eigenaar (met steun van het stadsbestuur) om dit bosje te rooien en er een hamburgerrestaurant neer te zetten. Vandaar ook de bijnaam "hamburgerbosje". Na heel veel protest van buurtbewoners en jeugdverenigingen besliste Stad Gent om dit stuk groen te behouden en werd een onteigeningsplan opgestart. In 2007 waren er echter weer plannen om dit bosje te ontginnen, door het aflopen van het onteigeningsplan daar de opeenvolgende stadsbesturen verzuimd hadden om er werk van te maken. Door het Gentse stadsbestuur werd wel het stuk park rond het dienstencentrum aangekocht maar was geen geld meer voorzien voor de aankoop van het hamburgerbosje, waarop men dan bebouwing zou toelaten. Nieuwe protesten hebben het stadsbestuur ertoe bewogen om deze plannen op te bergen en noodreserves aan te spreken om dit deel toch aan te kopen.

## Sport
Voetbalclub KSC Excelsior (KSCE) Mariakerke is aangesloten bij de KBVB en speelt er in de provinciale reeksen.
In Mariakerke-Centrum is de sporthal Bourgoyen gelegen.

## Evenementen
Een van de belangrijkste evenementen in Mariakerke zijn de jaarlijks terugkerende feesten. Net voor 1 mei gaat het Zomerlief door, met activiteiten doorheen geheel Mariakerke, maar voornamelijk geconcentreerd rondom het domein Claeys-Bouüaert. Later op het jaar zijn er de Kollefeesten in en rond het Kollekasteel in Mariakerke-Oost.

## Bekende scholen
- Stedelijke Basisschool De Brug
- GO! Atheneum Mariakerke
- VISO Mariakerke
- Basisschool 11 Mariakerke (vroeger OLV de Visitatie)

## Bekende (oud-)inwoners
- Jakob Beks (Hamont, 1952), acteur
- Armand Blondeel (1928), glazenier
- Koen Crucke (Ledeberg, 1952), zanger
- André De Bruyne (1914-1944), verzetsstrijder
- Kurt Defrancq (Oostende), 1963), acteur
- Bob De Moor (Gent, 1949), acteur
- Gustaaf De Smet (1935-2020), wielrenner
- Achiel Pauwels (Gent,1932), keramisch beeldhouwer
- Emiel Poetou (Gent, 1885 - Drongen, 1975), beeldhouwer
- Tom Simpson (Haswell (GB), 1937 - Mont Ventoux, 1967), wielrenner
- Matthias Storme (Gent, 1959), hoogleraar en advocaat
- Henri Story (Gent, 1897-1944), schepen van Gent, verzetsstrijder
- Gilbert Temmerman (Ledeberg, 1928-2012), voormalig burgemeester van Gent
- Daniël Termont (Gent, 1953), voormalig burgemeester van Gent
- Henri Vandermoere (Drongen, 1939), kunstschilder
- Guy Verhofstadt (Dendermonde, 1953), ALDE-fractieleider in het Europees parlement en voormalig premier
- Gérard Willemot (Gent, 1901-1945), verzetsstrijder
- Flip Kowlier, (Izegem, 1976), Vlaamse zanger

## Nabijgelegen kernen
Drongen, Vinderhoute, Wondelgem, Gent